# Nagware
Nagware je typ programového vybavení šířeného jako shareware. Autor se snaží uživatele přimět k registraci tím, že se při běhu programu (např. při spuštění nebo po určité době činnosti) zobrazuje výzva k registraci. Tím je práce s neregistrovanou verzí znepříjemněna.